# Келеберда, Афанасий Дмитриевич
Панас (Охтанась) Дмитриевич Келеберда (февраль 1888, с. Веремеевка, Золотоношский уезд, Полтавская губерния (ныне Чернобаевский район Черкасской области) — ? август 1920) — военный деятель времен УНР, атаман Веремеевской казацкой сотни.

## Биография
Во взрослом возрасте имел крепкое телосложение и хорошую физическую подготовку, что ломал подковы. В 1912 году был зачислен на военную службу Черноморского флота. Служил сначала в Одессе, был участником революционных событий 1917 года. Стал прототипом «негативного» литературного образа — боцмана-украинца Кобзы в драме коммунистического драматурга Александра Корнейчука «Гибель эскадры».
После гибели эскадры вернулся в родное село. В конце 1918 года организовал в селе отряд, который сначала выступал под советскими лозунгами, так как большевики в то время были союзниками Директории, которая призвала к восстанию против Украинского Государства Гетмана Павла Скоропадского. После того как большевики стали воевать с УНР, Панас Келеберда стал бороться против советской власти.
Отряд был преобразован в Веремеевскую казачью сотню, которая подчинялась Холодноярской республике. Сотня сначала боролась с большевиками на Левобережье: в районе города Золотоноша, Лубны и Хорола.
Осенью 1919 года Келеберда перебрался на Правобережную Украину, где в составе Среднеднепровской группы Костя Степного-Пестушко командовал отрядом, который имел 1000 казаков и 5 пулеметов. Боевые действия происходили в районе Черкасс, Чигирина, Кременчуга, Александрии, станции Бобринская и Знаменка, Черного леса.
В 1920 году отряд Келеберды, который насчитывал 300-400 казаков действовал в Золотношском, Кременчугском и Хорольском уездах. Отделы ЧК в этом районе считали его сильнейшим. Чекистам удалось подослать своего агента к отряду повстанцев. Благодаря ему в конце августа 1920 года отряд попал в засаду под хутором Гузичи — между селом Веремиевка и Жовнине. Панас Келеберда был ранен. Сотня вместе с раненым атаманом вырвалась из окружения.
После этого боя считали, что Келеберда умер и был похоронен. Но в нескольких могилах, в которых он якобы был похоронен, тела не нашли.